# Solanum ×ajanhuiri
Solanum ×ajanhuiri is een diploïde aardappelsoort.

## Oorsprong
De soort werd gecultiveerd te Leningrad (nu Sint-Petersburg) in 1929 uit aardappelen afkomstig uit Peru.
Het betreft een kruising van de Solanum megistacrolobum en de gecultiveerde soort Solanum stenotomum.
De aardappelsoort wordt gekweekt op hoogtes van 3800 tot 4100 m in de Andes en is vorstresistent tot −5°C.